# Катастрофа Ил-62 в Гаване
Катастрофа Ил-62 в Гаване — крупная авиационная катастрофа, произошедшая в воскресенье 3 сентября 1989 года. Авиалайнер Ил-62М авиакомпании Cubana de Aviación выполнял чартерный рейс CU9046 по маршруту Гавана—Кёльн—Милан, но через несколько секунд после взлёта рухнул на землю в жилом районе, разрушив несколько домов. В катастрофе погибли 150 человек — все 126 человек на борту самолёта (115 пассажиров и 11 членов экипажа) и 24 человека на земле; также ещё 23 человека на земле получили ранения.
На 2020 год катастрофа рейса 9046 остаётся крупнейшей (по числу погибших) авиакатастрофой в истории Кубы.

## Самолёт
Ил-62М (заводской номер 3850453, серийный 50-05) был выпущен Казанским авиационным заводом ориентировочно в третьем квартале 1988 года. До конца того же года был продан авиакомпании Cubana de Aviación, в которой получил бортовой номер CU-T1281. Оснащён четырьмя турбореактивными двигателями Д-30КУ производства Рыбинского моторостроительного завода. На день катастрофы совершил 254 цикла «взлёт-посадка» и налетал 1326 часов.

## Экипаж
Состав экипажа рейса CU9046 был таким:
- Командир воздушного судна (КВС) — 50-летний Армандо Оливерос Аргуэльрес (исп. Armando Oliveros Arguelles). Очень опытный пилот, налетал 12 790 часов, 6487 из них на Ил-62.
- Второй пилот — 40-летний Мигель А. Руис Равело (исп. Miguel A. Ruiz Ravelo).
- Штурман — Томас Эстрада Гарсия (исп. Tomás Estrada García).
- Бортинженер — Луис Леонардо Геррера Алтунао (исп. Luis Leonardo Herrera Altunao).
- Сменный бортинженер — Фернандо Роуко Диас де лос Аркос (исп. Fernando Rouco Díaz de los Arcos).

В салоне самолёта работали 6 бортпроводников:
- Анхель Перес Мартинес (исп. Ángel Pérez Martínez) — старший бортпроводник,
- Ариэль Дельгадо Оллар (исп. Ariel Delgado Ollar),
- Лукреция Альфонсо Вальдес (исп. Lucrecia Alfonso Valdéz),
- Сара Помпа Бежерано (исп. Sara Pompa Bejerano),
- Мадлен Салазар Вальдес (исп. Madeline Salazar Valdéz),
- Нитца Гироди Коломе (исп. Nitza Giraudy Colomé).

## Катастрофа
Ил-62М борт CU-T1281 выполнял международный чартерный рейс CU9046 из Гаваны в Милан с промежуточной посадкой в Кёльне. Экипаж рейса 9046 состоял из 11 человек, на борту находились 115 пассажиров (преимущественно итальянские туристы).
К аэропорту имени Хосе Марти подходил тропический шторм, который находился уже в 8-10 километрах, при этом скорость ветра в аэропорту достигала 30-40 км/ч и шёл ливневый дождь. Но при данных погодных условиях КВС принял решение выполнять взлёт. В 18:57 лайнер оторвался от взлётной полосы, но едва набрав высоту 53 метра, он попал в сильный нисходящий поток и резко начал снижаться. Для повышения поступательной скорости пилоты уменьшили угол отклонения закрылков с 30° до 15°, но данное действие уменьшило подъёмную силу крыла и привело к ещё более быстрому снижению. Потеряв высоту, рейс CU9046 врезался в навигационный радиомаяк, затем ударился об небольшой холм и от удара подскочил вверх, после чего пролетел ещё 250 метров и рухнул на жилой район Гаваны, разрушив несколько десятков домов.
К месту катастрофы выехали машины скорой помощи, полиция быстро оцепила район. На месте катастрофы был обнаружен единственный выживший — 22-летний Луиджи Капальбо (итал. Luigi Capalbo), но через 9 дней (12 сентября) он умер в больнице от полученных травм. Таким образом, все находившиеся на борту 126 человек погибли; также на земле погибли ещё 24 человека (ещё 23 человека на земле получили ранения различной степени тяжести). Общее число жертв катастрофы рейса CU9046 составило 150 человек, которая остаётся крупнейшей в истории Кубы, обойдя (по количеству погибших) произошедшую в 1977 году катастрофу советского Ил-62, и стала третьей крупнейшей катастрофой Ил-62 (после катастроф в Варшаве и под Москвой).

## Расследование
Согласно окончательному отчёту специальной комиссии, виновником катастрофы следователи назвали командира экипажа, принявшего решение о взлёте в ухудшающихся погодных условиях и недооценившего всей опасности. По данным комиссии, в момент взлёта самолёта скорость ветра могла достигать уже 100 км/ч, что в свою очередь и привело к потере подъёмной силы. Решение экипажа об уборке механизации крыла в этот момент лишь ещё больше осложнило складывающуюся ситуацию.